# Tobias Eriksson
Tobias Eriksson est un footballeur suédois, né le 19 mars 1985 à Ljusdal en Suède. Il évolue comme milieu droit.

## Sélection
- Suède : 2 sélections
- Première sélection le 20 janvier 2010 : Oman - Suède (0-1)

Tobias Eriksson compte deux sélections avec la Suède, les deux en tant que remplaçant au début de l'année 2010.

## Palmarès
Kalmar FF
- Vainqueur de la Supercoupe de Suède (1) : 2009